# هاکوب تر-پتروسیان
هاکوب تر-پتروسیان (ارمنی: Հակոբ Պետրոսի Տեր-Պետրոսյան؛ زادهٔ ۳۱ اوت ۱۹۷۱) بازیکن فوتبال در پست هافبک اهل ارمنستان است.

## باشگاهی
از باشگاه‌هایی که در آن بازی کرده‌است می‌توان به باشگاه فوتبال اسپیتاک، باشگاه فوتبال آرماویر (ارمنستان)، باشگاه فوتبال ایروان، باشگاه فوتبال شنگاویت و باشگاه فوتبال آرارات ایروان اشاره کرد.

## تیم ملی
وی همچنین در تیم ملی فوتبال ارمنستان بازی کرده‌است. یان نخستین بازی ملی خود را که یک بازی دوستانه بود در تاریخ ۱۵ مه ۱۹۹۴ در فولرتون، کالیفرنیا در مقابل ایالات متحده آمریکا انجام داده‌است